# مردم ماری
مردم ماری (به زبان ماری:мари) گروهی از مردم بومی جمهوری ماری ال از جمهوری‌های فدراسیون روسیه هستند. مردم ماری از گروه‌های قومی مرتبط فین‌واوگری هستند. زبان این مردمان، زبان ماری است؛ این زبان به خط سیریلیک نوشته می‌شود و گویش‌های متعددی را نیز در بر می‌گیرد. همچنین از خط لاتین که به گونه‌ای تغییر یافته از خط فنلاندی است برای نگارش این زبان‌های التصاقی استفاده می‌شود. زبان ماری شاخه‌ای از زبان‌های اورالی است و پیوندی با زبان‌های هندواروپایی ندارد. بخشی از مردم ماری در کشور اوکراین و استونی نیز ساکن هستند.

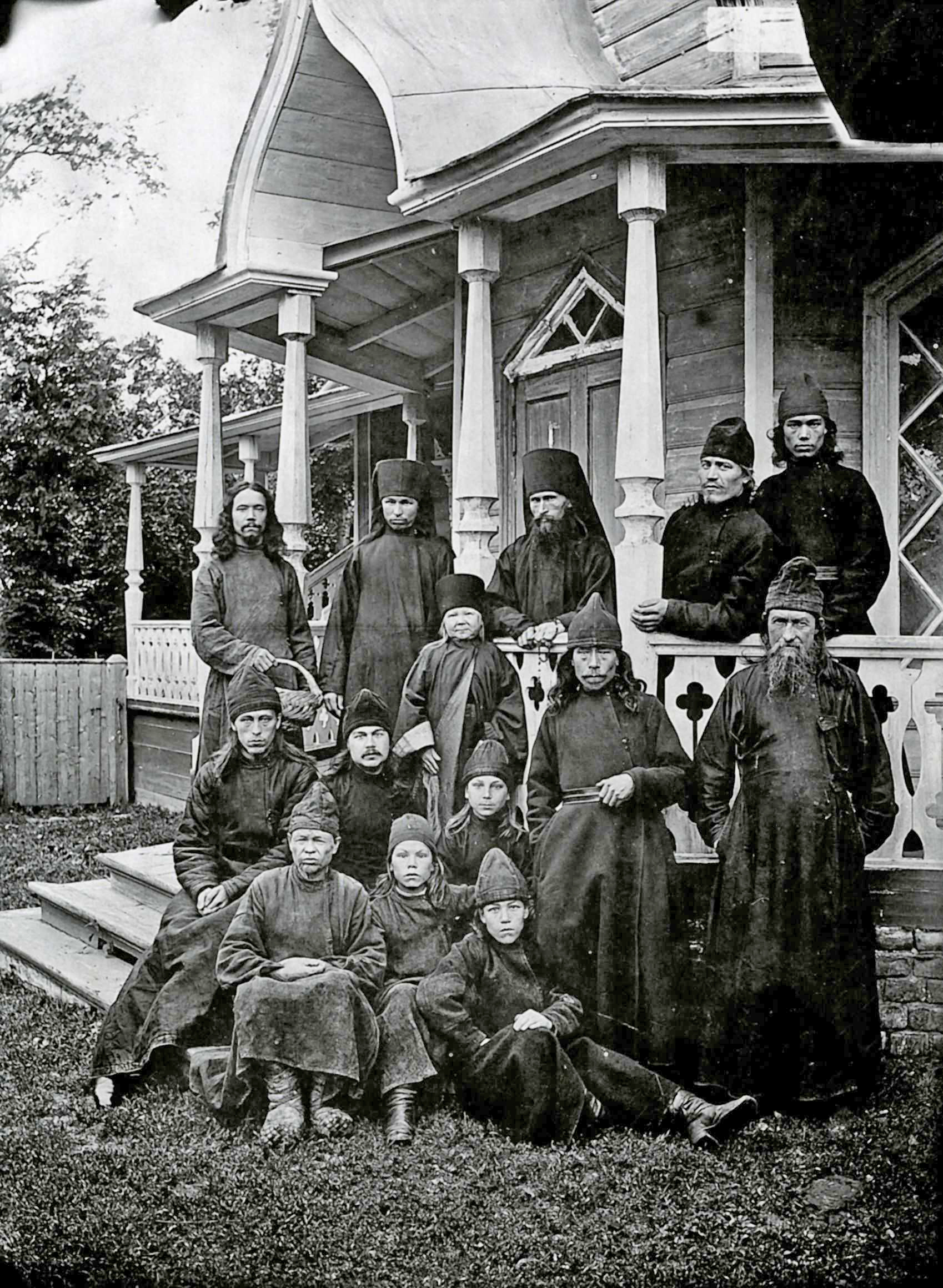
راهبان ارتدوکس ماری و تازه‌کار، ۱۸۹۴ میلادی